# Маврин, Сергей Константинович
Сергей Константинович Маврин (род. 28 февраля 1963, Казань) — советский и российский рок-музыкант, гитарист-виртуоз, композитор, звукорежиссёр, вокалист. Бывший участник групп «Чёрный кофе», «Металлаккорд», «Ария» и «Кипелов», сотрудничал с Дмитрием Маликовым. В 1997 году основал группу «Маврин», игравшую в жанре хеви-метал.
С 2000 по 2008 год вёл популярную передачу о рок-музыке «Железный занавес» на радио «Юность».

## Биография
Сергей Маврин родился 28 февраля 1963 года в Казани. Отец — Константин Маврин, мать — Любовь Маврина, брат Александр (род. 20 июля 1968 года). В возрасте 12 лет Сергей вместе с родителями переехал в Москву. Учился в ПТУ по специальности слесарь-сборщик. Был поклонником рок-музыки с детства, среди своих любимых групп называет «Led Zeppelin», «Nazareth», «Queen» и «Pink Floyd». По самоучителям научился играть на клавишных и гитаре, хотя официально музыкального образования не получил.
В 1977 году Маврину, игравшему в ансамбле на базе ПТУ, выдали казённую электрогитару «Урал», на которой он учился играть.
После службы в армии в 1985 году начал карьеру музыканта: сначала играл в группе «Чёрный кофе», а затем основал «Металлаккорд».

### «Ария»
После распада первого состава «Арии» в 1987 году Маврин был приглашён на место Андрея Большакова. Маврин принял участие в записи трёх альбомов: «Герой асфальта», «Игра с огнём» и «Кровь за кровь». Кроме того, в записи альбома «Ночь короче дня» ему принадлежат несколько партий. В составе «Арии» Маврин написал три песни — «Герой Асфальта», «Дай руку мне» и «Бесы», все три в соавторстве с басистом Виталием Дубининым, а также стал соавтором баллады «Возьми моё сердце».
В сентябре 1994 года был совершён двухнедельный тур по Германии в семи городах, включая выступление в берлинском Hard Rock Cafe. По вине организаторов тур проходил в ужасных условиях и не принёс «арийцам» ни копейки. Скандал с организаторами отразился и на положении дел в группе.
После окончания тура Валерий Кипелов фактически покинул группу: перестал появляться на репетициях и записи альбома в студии и провёл несколько концертов с группой «Мастер». В декабре Алексей Булгаков (вокалист и лидер группы «Легион») пробовался как замена Кипелову. В январе 1995 года Маврин покинул коллектив, заявив, что отказывается продолжать выступления без Кипелова.
Весь 1996 год Маврин работал в группе поп-артиста Дмитрия Маликова.

### Основание «Маврина»
В 1997 году Кипелов и Маврин создали совместный проект, результатом которого стал альбом «Смутное время», в записи которого также приняли участие Алик Грановский и Павел Чиняков.
Песни из этого альбома стали основным материалом для нового проекта Маврина: группы, которую он основал в 1998 году под названием «Маврик» (в честь своего прозвища). Датой основания группы считается 21 мая 1998 года. Артур Беркут (экс-«Автограф») стал вокалистом нового ансамбля. В дебютном альбоме под названием «Скиталец» Маврин записал все инструменты сам, кроме вокала и ударных. Альбом отличался от «Смутного времени», и был ближе к хард-року. В записи альбома принял участие также Владимир Холстинин. В инструментальной композиции «Макадаш» Владимир Холстинин исполнил соло на мандолине. Следом был записан альбом «Неформат-1», на котором партии вокала принадлежали Стасу Витарту. Однако на живых выступлениях вокалистом по-прежнему был Беркут.
Во время записи третьего альбома «Химический сон» Беркут неожиданно исчез из студии и не появлялся на рекорд-сессиях. Маврин был вынужден уволить его, хотя впоследствии говорил, что Артур его во всем устраивал как вокалист. Место вокалиста занял Артём Стыров. Новый альбом был более тяжёлым по звучанию, ориентированным на хеви-метал. Начиная с него, группа сменила название на «Сергей Маврин» вместо «Маврик» — это было сделано по совету лейбла Irond Records, посчитавшего, что имя гитариста более известно и выгодно в продвижении.

### «Кипелов»
После концерта «Арии» «Судный день» и последовавшего за ним распада «Арии» в 2002 году Валерий Кипелов, Сергей Терентьев и Александр Манякин создали группу «Кипелов». Маврин вместе с басистом «Маврика» Алексеем Харьковым присоединился к ним. Маврин принял участие в туре Кипелова в 2003 году, записи сингла «Вавилон» в 2004 и съёмках одноимённого клипа. Однако, будучи не удовлетворённым скоростью создания нового альбома, Маврин покинул группу в октябре 2004 года, окончательно вернувшись в свою группу. В альбом «Реки времён» вошла песня Маврина «Пророк». Группа «Кипелов» также сохранила право исполнять некоторые песни Маврина.

### Возвращение Маврина

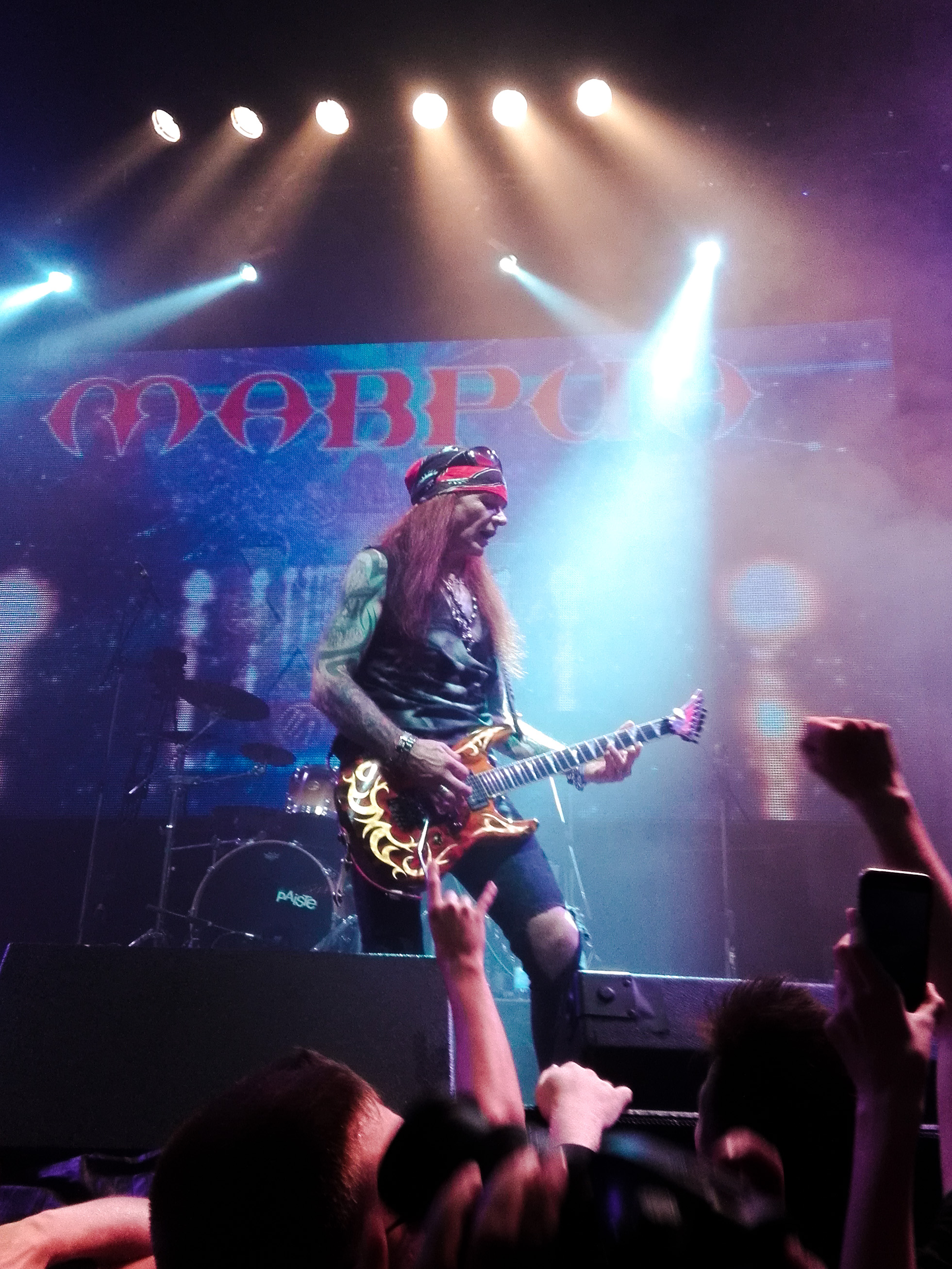
Сергей Маврин (20 октября 2018 года, концерт группы «Маврин», 20 лет группе «Маврин», Москва)

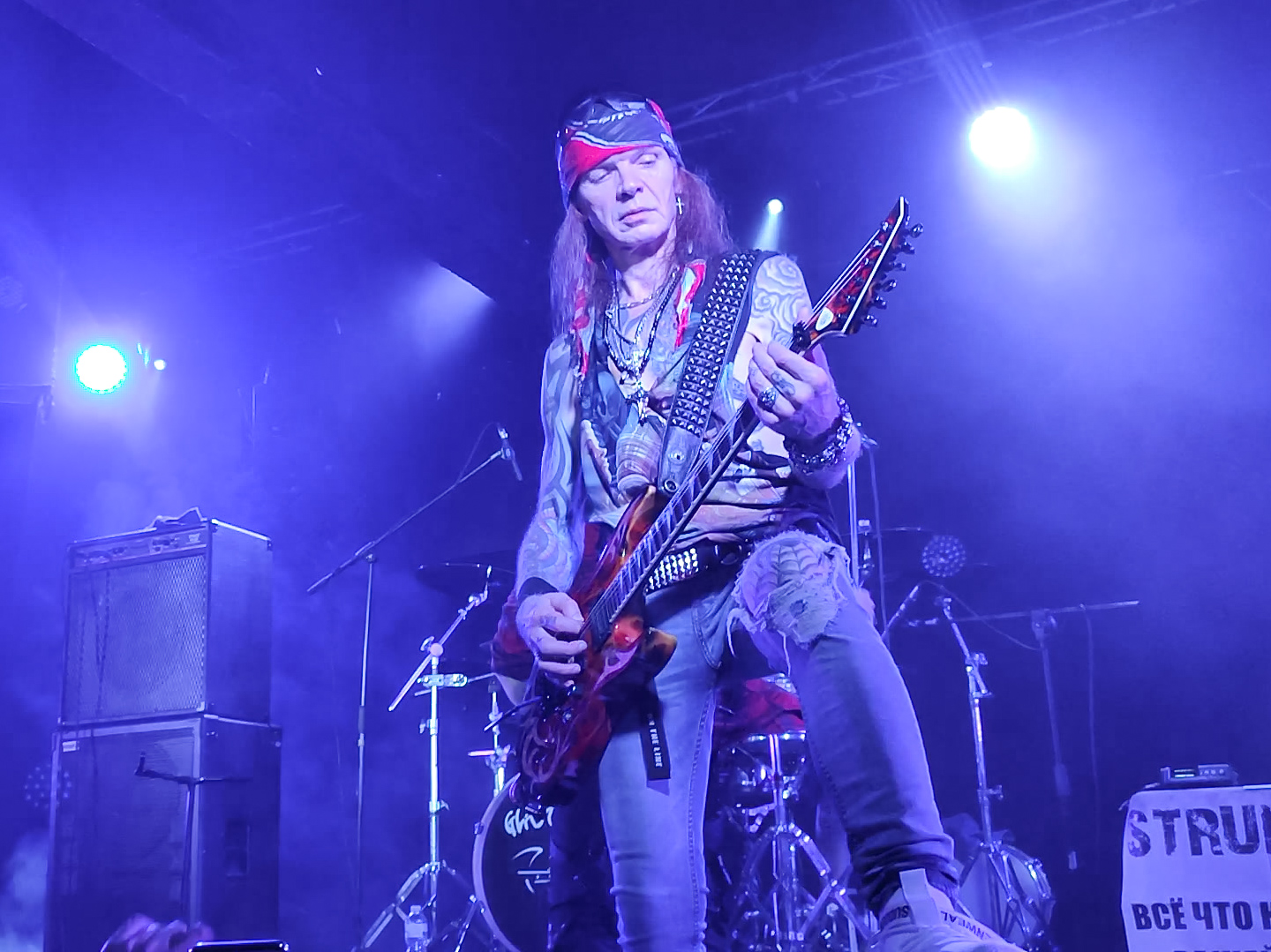
Сергей Маврин (5 июня 2022 года, концерт группы «Маврин», 24 года группе, Glastonberry, Москва)

В 2004 году Артём Стыров снова был утверждён вокалистом группы «Сергей Маврин». Харькова, который остался с «Кипеловым», сменил Александр Швец. Альбом «Запрещённая реальность», вышедший в конце 2004 года, стал самым продаваемым альбомом группы. Музыканты также отправились в тур в его поддержку. На следующий год Стыров был вынужден покинуть группу из-за проблем со связками, не позволявших ему выступать вживую. Его сменил восемнадцатилетний Андрей Лефлер. В 2005—2006 году группа «Сергей Маврин» и отдельно Маврин, как приглашённая звезда, приняли участие в праздновании 20-летия «Арии» и провели совместный тур по Украине. После этого группа записала альбом «Откровение».
2007 год начался для группы с активной студийной деятельности. В начале года вышла пластинка «Live», песни для которой были записаны вживую, но в студии, а не на концертах, как это обычно принято. Следом появился двойной инструментальный альбом «Фортуна», партии всех инструментов на котором Маврин записал сам. Большая часть композиций представляет собой инструментальные версии старых песен (в первую очередь, с «Неформата»), хотя немало и новых вещей с уклоном в нео-классику. Второй диск по большей части состоит из старых композиций, записанных в ранних альбомах или никогда не опубликованных, а также раритетных записей. Осенью 2007 года вышел концертный DVD «Made In Питер», основу которого составили песни из альбома «Откровение».
В феврале 2009 года, во время гастрольного тура, Андрей Лефлер покинул группу. Новым вокалистом стал Илья Лемур. 30 октября 2009 года Лемур в связи с болезнью не смог отправиться в гастрольный тур группы, и на концертах его заменил Артём Стыров. Позднее Маврин объявил о возвращении Стырова в группу в качестве основного вокалиста. Летом 2009 года группа сменила название на «Маврин». Осенью 2010 года группа выпустила альбом «Моя свобода». 20 ноября 2010 года группа выступила на юбилейном концерте, посвящённом 25-летию группы «Ария». С «Арией» Маврин провёл и 30-летний юбилей группы, где вместе с группой и бывшими участниками исполнил несколько песен, а в феврале 2018 года отправился в совместный гастрольный тур в Израиль.
В 2015 году был представлен интернет-сингл Сергея Маврина и Пьера Эделя «Герой асфальта 2015». Песня была исполнена в версиях на русском и французском языках.
В мае 2015 года вышел альбом «Неотвратимое», последний с Артёмом Стыровым. 28 февраля 2016 года Стыров покинул группу из-за проблем со здоровьем. Новым вокалистом группы стал Евгений Колчин.
Спустя полтора года работы, вышел первый релиз с новым вокалистом — сингл «Метель», в записи которого приняли участие певица Ольга Дзусова, Илья Кнабенгоф, Дмитрий Ревякин и гитарист Валерий Гаина.
В 2018 году группа отпраздновала своё 20-летие туром по городам России. Финальный концерт тура, прошедший в Москве 20 октября 2018 года, был отснят и издан на DVD и BLURAY осенью 2019 года.
В 2020 году Маврин записывал кавер-версии на композиции «The Loner» и «Nothing’s the Same» Гэри Мура.
В мае 2020 года Маврин был госпитализирован с подтверждённым коронавирусом в 67-ю городскую больницу в Москве, несколько дней провёл подключённым к аппарату ИВЛ, но уже 27 мая был переведён в простую палату. Маврин прокомментировал инициативу по сбору средств ему в помощь. Он сообщил, что ему ничего не надо, но те, кто действительно хочет помочь деньгами, могут перевести их в приюты, в том числе и подшефный приют Маврина — Берегиня.
После выписки Маврин выпустил сингл из грядущего альбома — инструментальную композицию «Странное танго», выложил на своей страничке в Instagram демо-запись песни «Мне хватит сил». В декабре 2020 года участвовал в юбилейном онлайн-концерте «Арии», посвящённом 35-летию группы.
В 2021 году Маврин вместе с Дубининым перезаписал песню «Герой асфальта» для совместного сингла. Помимо «Героя асфальта» Маврин записал партию гитары для сингла «Русский сон» для грядущего сольного альбома Дубинина.
В течение 2021 года Маврин продолжал участвовать в Юбилейном туре группы «Ария», в то же время записывая новый альбом, который вышел 3 декабря под названием «Иди и смотри».
В 2023 году группа «Маврин» после 25 лет деятельности прекратила своё существование.

## Личная жизнь
Сергей Маврин женат второй раз. Первую жену звали Елена. Оба увлекались украшением своего тела татуировками.
Вторую жену зовут Анастасия. Она является менеджером Сергея, а также участвовала в качестве соавтора текстов песен на альбоме «Хаос» группы «Маврин». В 2024 году у пары родился первенец.

## Дискография
| Студийные альбомы и мини-альбомы - Ария — Герой асфальта (1987) - Ария — Игра с огнём (1989) - Ария — Кровь за кровь (1991) - Константин Пахомов — Мне хочется надеяться (1992) - TSAR — TSAR (1995) - Ария — Ночь короче дня (1995) - Дмитрий Маликов — 100 ночей (1996) - Кипелов/Маврин — Смутное время (1997) - Маврик — Скиталец (1998) - Ольга Дзусова — Тайный Париж (1998) - Маврик — Неформат-1 (2000) - Сергей Маврин — Химический сон (2001) - Сергей Маврин — Запрещённая реальность (2004) - Сергей Маврин — Обратная сторона реальности (2005) - Сергей Маврин — Откровение (2006) - Сергей Маврин — Фортуна (2007) - Слот — 4ever (2009) - Margenta — Дети Савонаролы (2009) - Маврин — Моя свобода (2010) - Маврин — Противостояние (2012) - ShowTime — Press Your Fucking Delete Key (2014) - Маврин — Неотвратимое (2015) - Сергей Маврин — Echoes (2015) - Маврин — Альтаир (2016) - Сергей Маврин — Белое солнце (2017) - Маврин — Метель (2017) - Маврин — Иди и смотри (2021) - Виталий Дубинин — Бал-маскарад (2022) - Виталий Дубинин — Бал-маскарад. Постскриптум (2023) - Маврин — Хаос (2023) | Макси-синглы - Кипелов — Вавилон (2004) - Ария — Чужой (2006) - Маврин — Неформат-2 (2010) - Маврин — Иллюзия (2012) Сборники - Various artists — Эти парни с гитарой (1995) - Ария — Легенды русского рока (1997) - Ария — Штиль (2002) - Сергей Маврин — Одиночество (2002) - Кипелов — The Best (2003) - Кипелов — Grand Collection (2006) - Сергей Маврин — Live (2007) - Tribute to Маврин. Fifteen Years (2013, трибьют группе) - Ария — 30 (1985—2015) (2016) - Маврин — Назад в будущее (2018, кавер-версии) - Кипелов — Легенды русского рока (2019) - Кипелов — Синглы и бонусы (2022) - Кипелов — XX (2022) Концертные записи - Кипелов — Путь наверх (2003) - Сергей Маврин — Made In Питер (2007) - Ария — Герой асфальта XX лет (2008) - Куприянов — 50:35 (2011) - Кипелов — X лет (2013) - Ария — 30 лет! (2016) - Маврин — 20 лет (2019) - Ария — XX лет (2021, записан в 2005) - Виталий Дубинин — Live-Маскарад (2023) - Ария — Гость из царства теней. Наследие (2024) |